# Шишов, Сергей Николаевич
Сергей Николаевич Шишов (5 декабря 1920, Архангельское, Тамбовская губерния — 17 декабря 1979, Московская область) — советский военнослужащий, участник Великой Отечественной войны, полный кавалер ордена Славы; начальник радиостанции 299-го стрелкового полка 225-й стрелковой дивизии, старший сержант.

## Биография
Родился 5 декабря 1920 года в селе Архангельское Аннинского района Воронежской области в семье крестьянина. Член ВКП(б)/КПСС с 1943 года. Жил в городе Истре Московской области. Окончил 7 классов школы имени А. П. Чехова, школу ФЗУ. Работал фрезеровщиком на заводе в городе Калининград Московской области.
Осенью 1940 года при прохождении военно-врачебной комиссии в Мытищинском военкомате был признан «не годным к военной службе». Добился переосвидетельствования, но на этот раз врачей вместо него прошёл друг. Службу проходил в связистом в Ленинградском военном округе. Весной 1941 года во время учений почувствовал себя плохо и был комиссован. Вернулся в часть за документами 21 июня, но домой уехать не успел.
Участник Великой Отечественной войны с июля 1941 года. Первый бой принял под городом Остров Псковской области. Сражался на Волховском, 3-м Прибалтийском и 1-м Украинском фронтах. Был тринадцать раз ранен, но после излечения в госпитале каждый раз возвращался в строй.
Начальник радиостанции 299-го стрелкового полка старший сержант Сергей Шишов 14-20 января 1944 года в боях за Новгород под огнём противника обеспечил бесперебойной радиосвязью командира полка. Приказом по 225-й стрелковой дивизии № 021/н от 20 февраля 1944 года за мужество и отвагу, проявленные в боях, награждён орденом Славы 3-й степени.
21 июля 1944 года у станции Пундури в тяжёлой обстановке, связавшись с основными силами, вызвал огонь на себя, чем обеспечил выполнение полком боевой задачи. 28 июля 1944 года у деревни Блутис в критический момент боя гранатами и огнём из автомата отразил нападение группы противника, уничтожив при этом пять солдат врага. Приказом командующего войсками 54-й армии № 0126/н от 13 августа 1944 года за мужество и отвагу, проявленные в боях, награждён орденом Славы 2-й степени.
10 февраля 1945 года в сражении за город Шургаст обеспечил устойчивой радиосвязью командира полка, при отражении контратаки ликвидировал свыше десяти солдат противника, а одного пленил.
Указом Президиума Верховного Совета СССР от 10 апреля 1945 года за образцовое выполнение заданий командования в боях с немецко-вражескими захватчиками награждён орденом Славы 1-й степени, став полным кавалером ордена Славы.
Войну окончил в Чехословакии. В составе сводного полка 1-го Украинского фронта участвовал в историческом Параде Победы 24 июня 1945 года в Москве на Красной площади.
В 1945 году демобилизован. Жил в Тушинском районе Москвы. В 1960 году окончил авиационный техникум. Работал старшим инженером-технологом Тушинского машинно-конструкторского бюро «Союз». Скоропостижно скончался 17 декабря 1979 года.
Полный кавалер ордена Славы, награждён медалями «За отвагу», «За боевые заслуги», «За оборону Ленинграда», «За освобождение Праги», «За победу над Германией».
Герой  документального фильма "Всего один день", производство Творческого объединения «Экран», 1974 год,режиссер Ксения Шергова